# Althoff (warenhuis)

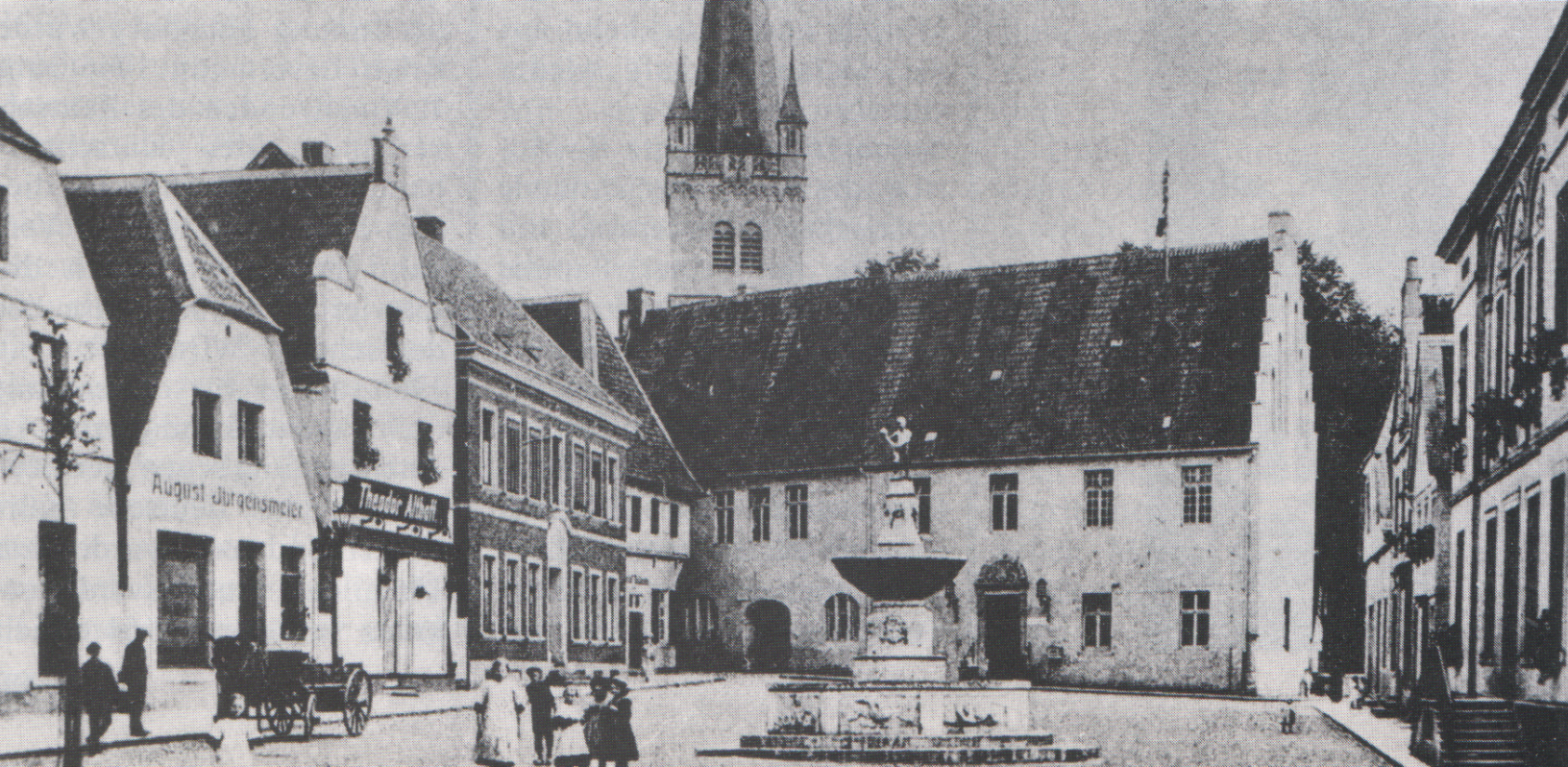
Marktplatz in Dülmen rond 1900, links “Theodor Althoff”

Kaufhaus Althoff was een Duitse warenhuisketen die was opgericht door de ondernemer Theodor Althoff (1858-1931).

## Geschiedenis
In 1885 nam Theodor Althoff de familiewinkel in fournituren, wol en bedtextiel in Dülmen over en begon vervolgens met het opbouwen van een vestigingsnetwerk.
In 1904 opende Althoff het toenmalige grootste warenhuis van Westfalen van 5.000 m² met 500 medewerkers aan de Westenhellweg in Dortmund. Het was het eerste Duitse warenhuis dat ook levensmiddelen aanbood. In 1912 werd het warenhuis uitgebreid. Tijdens de Tweede Wereldoorlog liep het pand zware schade op en werd in 1962 gesloopt.
Het eerste Althoff-warenhuis in Essen werd aan het begin van de 20e eeuw geopend, op de hoek van de Limbecker Straße en III. Hagen. In de herfst van 1912 werd het nieuwe warenhuisgebouw op de hoek van de  Limbecker Straße en de Grabenstraße (tegenwoordig Friedrich-Ebert-Straße) geopend met 53 gespecialiseerde afdelingen op 28.000 m² oppervlakte. Het warenhuisgebouw had zeven trappenhuizen en tien liften. 
In 1913 opende Althoff nog een warenhuis in Gelsenkirchen-Buer.  Aan de Petersstrasse in Leipzig werd in 1914 een warenhuis Althoff geopend, dat in de DDR-tijd werd voortgezet als Centrum-warenhuis. 
In 1920 fuseerde Theodor Althoff AG met Rudolph Karstadt AG, maar de meeste Althoff-vestigingen bleven onder hun oude naam opereren.

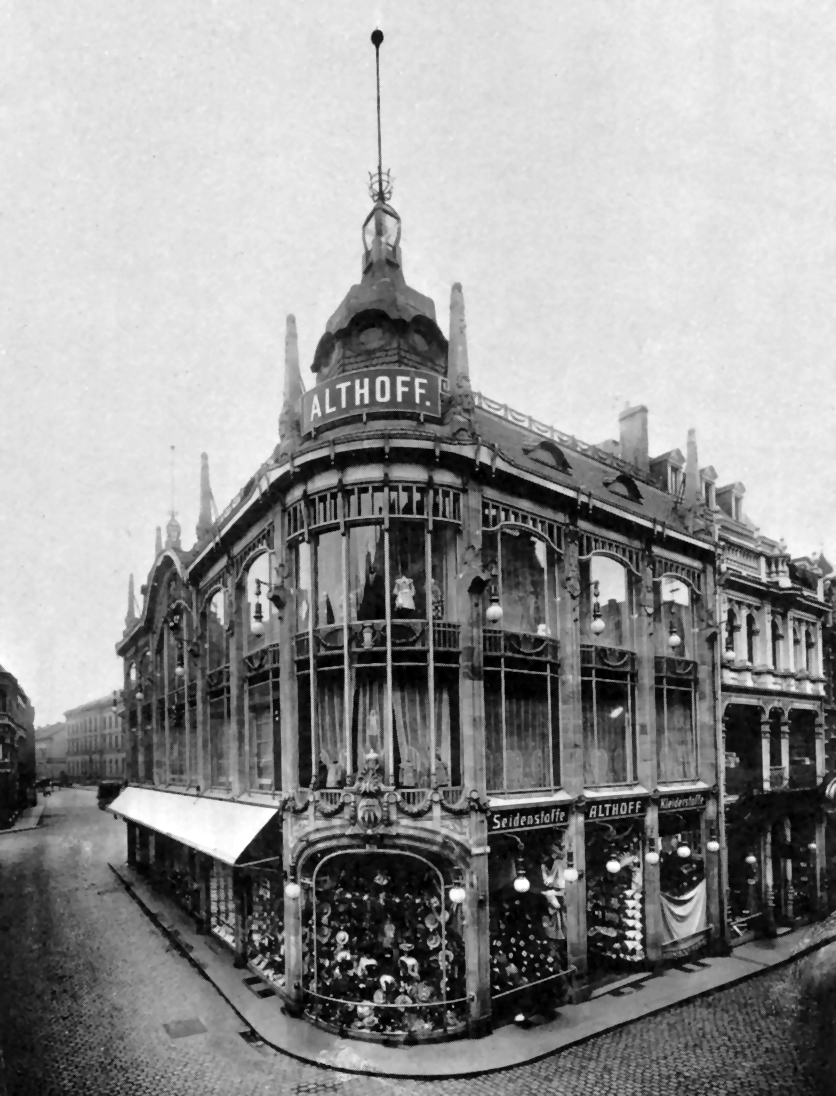
Eerste Althoff-warenhuis rond 1905 in Essen, Limbecker Straße / III. Hagen
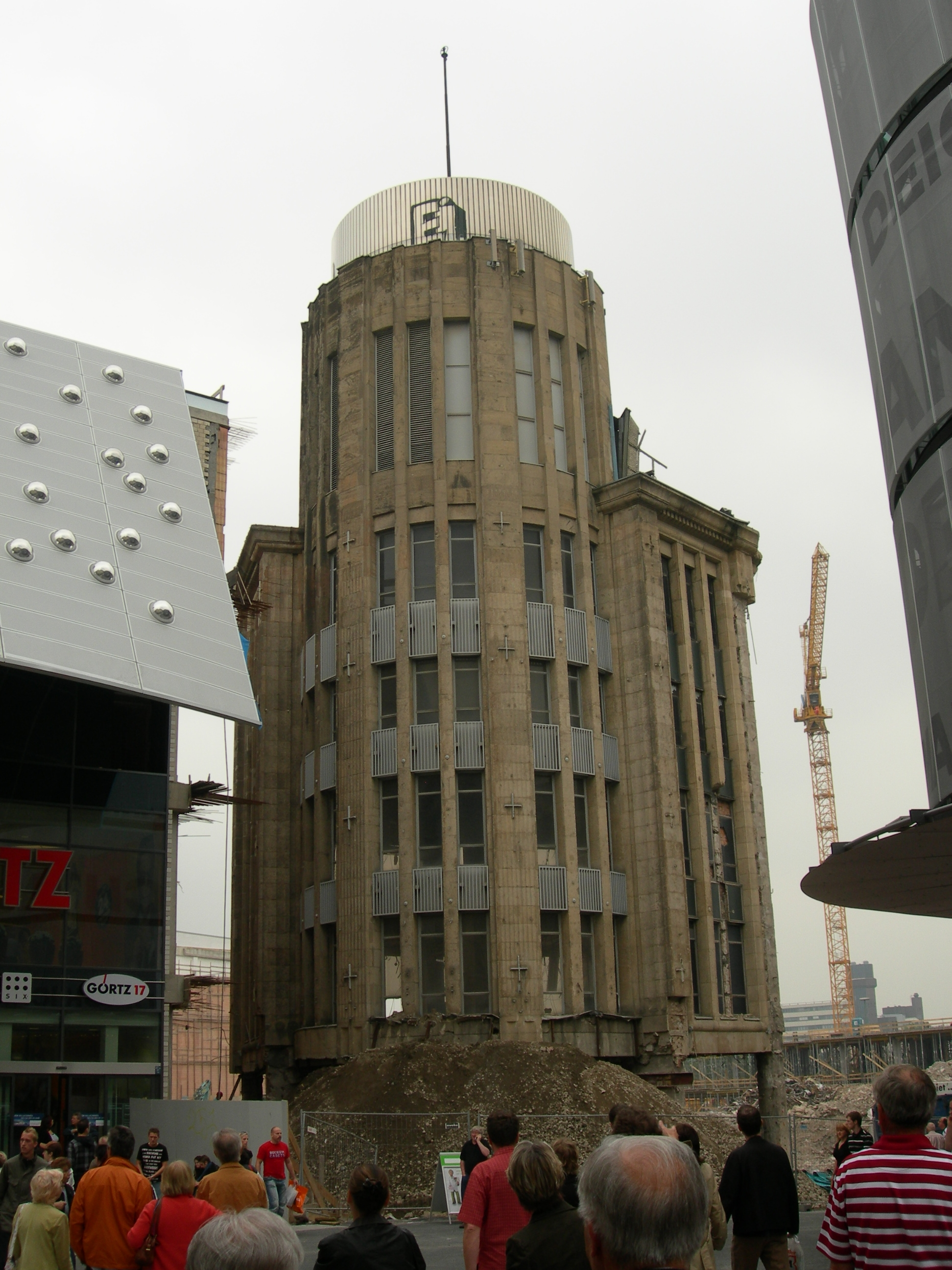
Warenhuis Tweede Althoff in Essen uit 1912, voordat dit in 2008 werd gesloopt
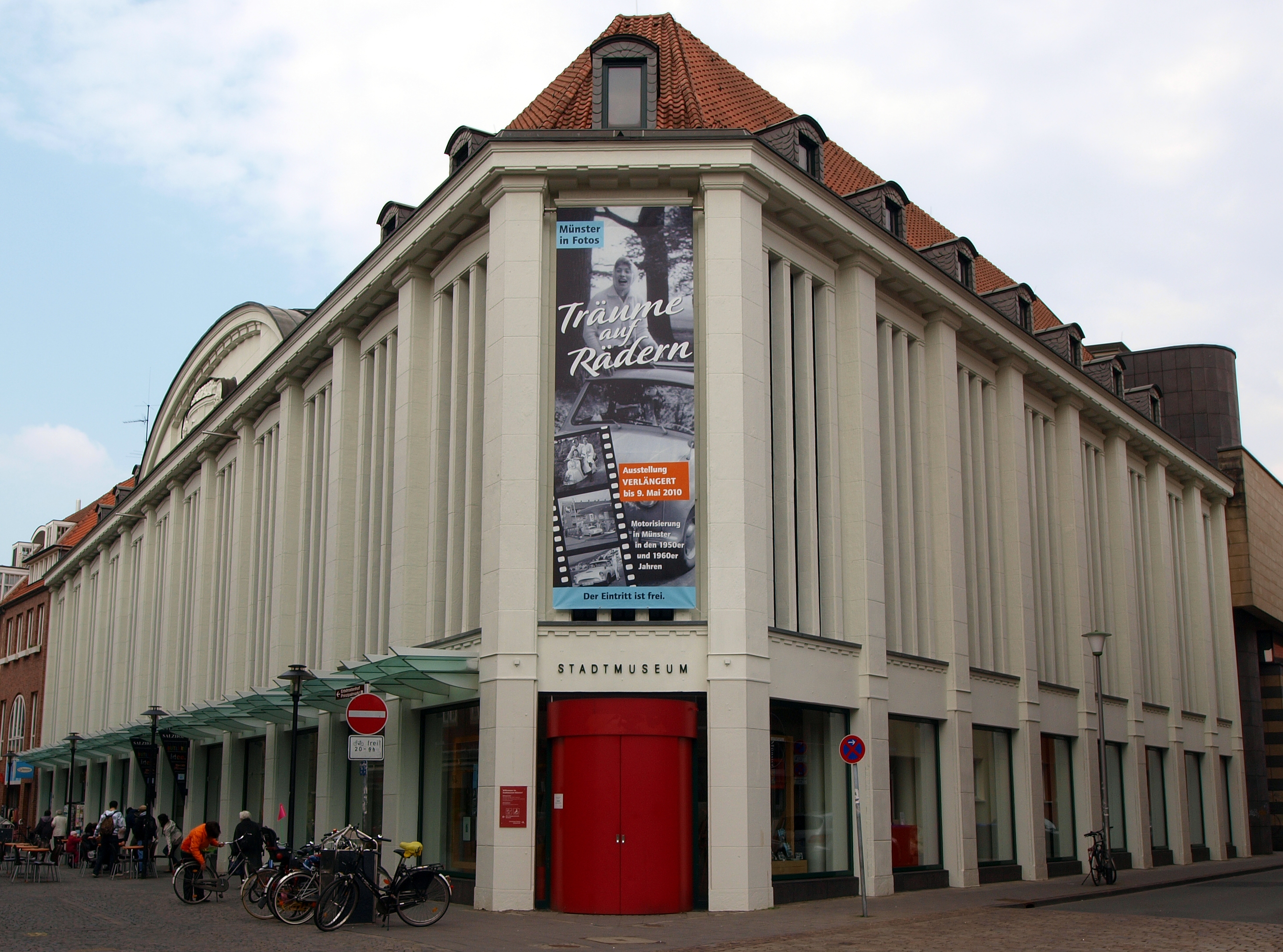
Stadsmuseum van Münsterin het voormalige Warenhuis Althoff
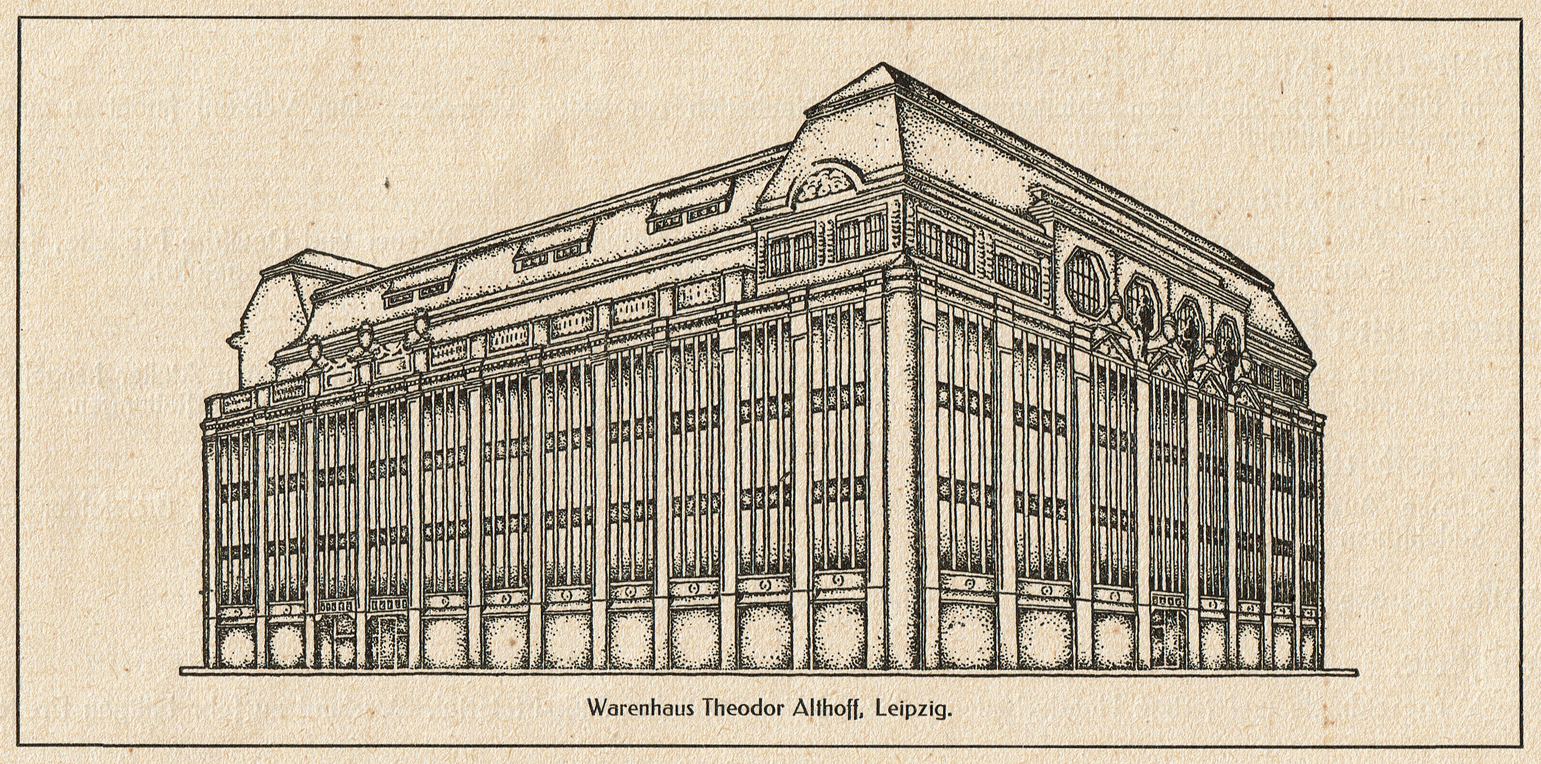
Warenhuis Althoff in Leipzig, 1914

## Lijst van voormalige filialen
- Borghorst (geopend in 1889)
- Bottrop, Hochstrasse (geopend in 1892 en in 1963 omgedoopt tot Karstadt)[1][2]
- Bocholt (geopend in 1893)
- Coesfeld (geopend in 1902 en in 1955 verkocht en omgedoopt tot Kaufhaus Hansa)[3]
- Dortmund, Westhellweg, (geopend in 1904)
- Dülmen, Marktplatz (geopend in 1885)
- Duisburg (geopend in 1899)
- Essen, hoek Limbecker Straße en III. Hagen (geopend in 1904)[4]
- Essen, hoek Limbecker Strasse en Grabenstrasse (geopend in de herfst van 1912)
- Gelsenkirchen-Buer, Hochstrasse 40-44 (geopend in 1913)[5]
- Gladbeck, Hochstrasse[6] (geopend in 1901)
- Hagen (geopend in 1895)
- Herne, Robert-Brauner-Platz (geopend in 1961 en in 1963 omgedoopt tot Karstadt)[7]
- Herne-Wanne-Eickel, hoek van de Hauptstrasse en de Claudiusstrasse[8] (geopend 2 oktober 1950, vanaf 1963 Karstadt)
- Leipzig, Petersstrasse 31-35 (geopend in 1914)
- Lippstadt (geopend in 1901)
- Münster, (geopend in 1896, van 1906 tot 1934 in de Salzstrasse 54, in 1959 opende Althoff in een nieuwbouw tegenover de Dominikanerkirche[9] en werd in 1963 omgedoopt tot Karstadt)
- Recklinghausen, Markt 1 (geopend in 1893)[10][11]
- Remscheid (geopend in 1901)
- Rheine, Emsstrasse (geopend in 1889)